# Lygodactylus gravis
Lygodactylus gravis (усамбарський карликовий гекон) — вид геконоподібних ящірок родини геконових (Gekkonidae). Ендемік Танзанії.

## Поширення і екологія
Усамбарські карликові гекони мешкають в горах Усамбари і Південних Паре на північному сході Танзанії, а також в національному парку Мкомазі. Вони живуть у вологих тропічних лісах, на висоті від 500 до 1600 м над рівнем моря. На відміну від інших представників роду усамбарські карликові гекони ведуть наземний спосіб життя, зустрічаються під камінням, в гнилій деревини та в бананових заростях. Живляться дрібними комахами. Колективно відкладають яйця в ґрунт.